# Anuschka Roshani
Anuschka Roshani (geboren 1966 in West-Berlin) ist eine deutsche Journalistin und Schriftstellerin.

## Leben
Roshani wuchs als Tochter eines iranischen Vaters und einer deutschen Mutter in West-Berlin auf. Sie studierte Verhaltensbiologie und besuchte die Henri-Nannen-Journalistenschule. Sie arbeitete als Redakteurin und Reporterin beim deutschen Magazin Spiegel. Ab 2002 in Zürich schrieb sie beim Tages-Anzeiger für die Wochenendbeilage Das Magazin. Roshani gab seit 2007 beim Verlag Kein & Aber, der von ihrem Ehemann Peter Haag geleitet wird, das Gesamtwerk von Truman Capote in deutscher Übersetzung heraus. Roshani und Haag stießen bei der Editionsarbeit in der New York Public Library auf noch unveröffentlichte Erzählungen in Capotes Nachlass und brachten auch diese heraus.
Roshanis 1964 geborene Schwester Natascha arbeitet ebenfalls als Journalistin.

## Kontroversen
Ein 2023 im Spiegel veröffentlichter Gastbeitrag Roshanis mit Vorwürfen gegen den ehemaligen Das-Magazin-Chefredakteur Finn Canonica sorgte für eine MeToo-Debatte in der Schweiz und musste im Mai 2023 nach einem Urteil des Landgerichts Hamburg vorübergehend gekürzt werden. Der Journalist Roger Schawinski veröffentlichte ein Buch über den Fall.

## Werke (Auswahl)
- Komplizen: Erinnerungen an meine noch lebenden Eltern. Kein & Aber, Zürich 2018
- Gleißen. Wie mich LSD fürs Leben kurierte. Kein & Aber, Zürich 2022
- Truboy. Mein Sommer mit Truman Capote. Kein & Aber, Zürich 2024, ISBN 978-3-0369-5053-2.